# Contea di Sevier (Utah)
La contea di Sevier, in inglese Sevier County, è una contea dello Stato dello Utah, negli Stati Uniti. Il capoluogo è Richfield.

## Geografia
La contea si trova nello Utah centrale sull'High Plateau. La maggior parte dei centri abitati si affaccia sul fiume Sevier in una vallata fertile circondata a ovest dai monti Pahvant e a est dai monti Wasatch.
La contea ospita diverse aree protette, tra cui il parco nazionale di Capitol Reef.

### Contee confinanti
- Contea di Sanpete – nord
- Contea di Emery – est
- Contea di Wayne  – sud-est
- Contea di Piute – sud
- Contea di Beaver – sud-ovest
- Contea di Millard – ovest

## Storia
Sono state rinvenute diverse tracce della presenza della Cultura di Fremont. Il territorio era abitato prevalentemente da nativi Ute prima dell'arrivo dei coloni. La contea fu fondata nel 1865 e deve il suo nome all'omonimo fiume.

## Comuni

### Cities
- Aurora
- Monroe
- Richfield (capoluogo)
- Salina

### Towns
- Annabella
- Central Valley
- Elsinore
- Glenwood
- Joseph
- Koosharem
- Redmond
- Sigurd